# 科羅布奇內
49°46′35″N 36°48′47″E / 49.77639°N 36.81306°E

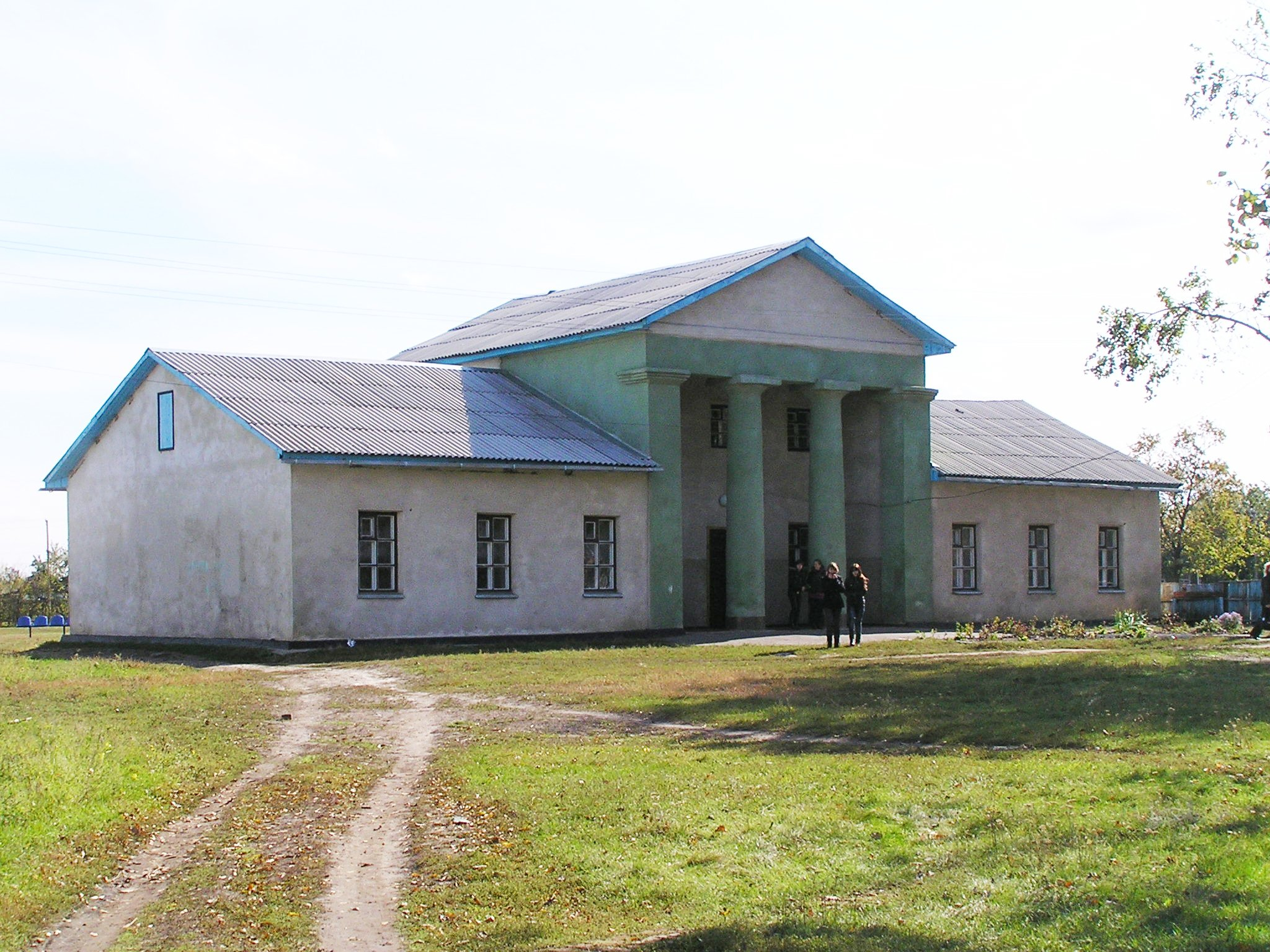
学校

科罗布奇内（烏克蘭語：Коробчине），2024年9月前名为科羅博奇基內（烏克蘭語：Коробочкине），是位於烏克蘭東部的村莊，由哈爾科夫州丘胡伊夫区的契卡洛夫斯凱市鎮負責管轄。該村處於塔汉卡河畔，始建於1747年，面積3.9平方公里，海拔高度123米，2024年人口300。
2024年9月19日，乌克兰最高拉达将此村的名字改为科罗布奇内。